# The Nan Movie
The Nan Movie è film commedia del 2022 diretto da Josie Rourke e scritto da Catherine Tate e Brett Goldstein. È basato sulla serie televisiva Catherine Tate's Nan, ed è uno spin-off della serie di sketch televisivi, The Catherine Tate Show. 

## Trama
Una donna anziana sboccata e recalcitrante accetta con riluttanza un viaggio con suo nipote per visitare la sorella morente.

## Distribuzione
Originariamente prevista per il 19 giugno 2020, la distribuzione del film nelle sale britanniche è stata posticipata al 18 febbraio 2022 a causa della pandemia di COVID-19.

## Riconoscimenti
- 2022 – National Film Awards[2]
  - Miglior attore non protagonista a Mathew Horne
  - Candidatura per miglior commedia per The Nan Movie
  - Candidatura per la migliore sceneggiatura a Catherine Tate e Brett Goldstein